# Blind Spot (film 2017)
Blind Spot (Dode Hoek) è un film del 2017 diretto da Nabil Ben Yadir.
Il film ha ottenuto quattro candidature ai premi Magritte 2018, tra cui miglior film e miglior regia per Ben Yadir.

## Trama
Jan Verbeeck è un commissario di polizia della squadra antidroga di Anversa, noto per non scendere mai a compromessi in merito ai casi da lui risolti. Reso estremamente popolare tra la popolazione e i media, decide di lasciare le forze dell'ordine per entrare in politica, diventando in poco tempo esponente di spicco di un partito di estrema destra, il VPV. Durante il suo ultimo giorno come commissario, Verbeeck conduce un'indagine che lo porta a Charleroi, in cui un blitz contro un laboratorio di droghe innesca una serie di fatali ed imprevedibile eventi.

## Distribuzione
Blind Spot è stato presentato in anteprima internazionale al Beaune International Thriller Film Festival il 30 marzo 2017. I diritti per la distribuzione internazionale sono stati acquistati da Indie Films.
Il film è stato distribuito nelle sale belghe a partire dal precedente 25 gennaio 2017 da Kinepolis Film Distribution.

## Riconoscimenti
- 2018 – Premi Magritte[1]
  - Migliore promessa maschile a Soufiane Chilah
  - Candidato come miglior film
  - Candidato come miglior regista a Nabil Ben Yadir
  - Candidato come migliore attore non protagonista a David Murgia
- 2017 – Premi Ensor[4]
  - Candidato come miglior film in coproduzione
- 2017 – Beaune International Thriller Film Festival[2]
  - Candidato come miglior film